# Stefano Lomellini
Il Serenissimo Stefano Lomellini (Genova, 1683 – Genova, 1753) fu il 161º doge della Repubblica di Genova.

## Biografia

Stemma nobiliare dei Lomellini

Nacque a Genova nel 1683. Frammentarie e pressoché scarne sono le notizie biografiche sulla vita di Stefano Lomellini, e gli unici fatti salienti che vengono riportati negli annali genovesi sono riferiti ad un suo massimo impegno durante l'assedio di Genova nelle fasi concitate della guerra di successione austriaca del 1746-1747. Assieme ad altri patrizi genovesi si distinse nella difesa della città lungo la linea difensiva della val Bisagno, supportando l'opera di assalto contro l'invasore austriaco perpetrato dal comandante delle truppe franco-spagnole, il marchese di Roquepine.
Successivamente a questi eventi non si conoscono impieghi o mansioni di Stefano Lomellini documentati nella vita pubblica genovese. Forse anche per un suo impegno nella lotta contro gli Austriaci il Minor Consiglio della Repubblica inserì il suo nome tra i sei candidati alla reggenza del dogato, candidatura che preventivamente lo stesso Lomellini cercò di far respingere dissuadendo i vari membri. E nonostante gli appelli di diniego, le votazioni del Gran Consiglio del 28 marzo 1752 portarono all'elezione di Stefano Lomellini quale nuovo doge di Genova: la centosedicesima in successione biennale e la centosessantunesima nella storia repubblicana.
La reazione del nobile, appresa la notizia dalla sua abitazione, fu alquanto curiosa perché non solo fu accompagnato a palazzo Ducale forzatamente dalle guardie, ma giunto nella sala elettiva pregò inutilmente la commissione affinché lo esonerasse dal ruolo seduta stante. Come ovvio lo strano comportamento assunto dal neo doge Stefano Lomellini fece parlare e sparlare i vari ambienti della nobiltà genovese e la popolazione stessa: nella storicità dei vari dogi, con mandato a vita e biennali, di fatto mai nessun aristocratico rinunciò così volontariamente e pubblicamente alla carica, ma anzi avvenne piuttosto il contrario, soprattutto nel periodo medievale dove l'ambizione personale e di potere in più occasioni prevalse su un ruolo "di Stato".
Quindi doge "per forza", appena tre mesi dopo la sua nomina riformulò una medesima richiesta di esonero adducendo problemi di salute e, ottenuta una risposta favorevole, e dopo il pagamento per l'esenzione di 30.000 lire genovesi, poté liberamente abdicare il 7 giugno 1752: un episodio che non accadeva dal 1625 quando il doge Federico De Franchi Toso, conseguentemente allo scoppio delle ostilità con i Piemontesi, preferì invece dimettersi ma per anticipare le elezioni dogali. Conseguentemente lasciò la vita politica per abbracciare quella religiosa facendosi prete.
Un dogato brevissimo (e soprattutto mai accettato) quello del doge Lomellini che il destino avrebbe in ogni caso fatto cadere anticipatamente: pochi mesi dopo la sua abdicazione, il nobile morì a Genova nei primi mesi del 1753. Sepolto nella basilica della Santissima Annunziata del Vastato lasciò tutti i suoi averi, in mancanza di matrimonio e di prole, all'ospedale degli Incurabili e la sua folta biblioteca personale ai Missionari Urbani di Genova.